# یوزف لودل
یوزف لودل (چکی: Josef Ludl؛ ۳ ژوئن ۱۹۱۶ – ۱ اوت ۱۹۹۸) یک بازیکن فوتبال، و مربی اهل چکسلواکی بود.

## باشگاهی
از باشگاه‌هایی که در آن بازی کرده‌است می‌توان به باشگاه فوتبال ویکتوریا ژیژکوف، باشگاه فوتبال اسپارتا پراگ اشاره کرد.

## تیم ملی
وی سابقه بازی ۱۶ بازی در تیم ملی فوتبال چکسلواکی را در کارنامه دارد.